# Pomatostegus stellatus
Pomatostegus stellatus är en ringmaskart som först beskrevs av Abildgaard 1789.  Pomatostegus stellatus ingår i släktet Pomatostegus och familjen Serpulidae. Inga underarter finns listade i Catalogue of Life.